# بشارتی
بشارتی می‌تواند به افراد زیر اشاره کند:
- علی‌محمد بشارتی جهرمی، نویسنده، شاعر، ادیب و سیاست‌مدار ایرانی
- فرهاد بشارتی، بازیگر اهل ایران
- فرهاد بشارتی (نوازنده)